# Vergilius Romanus

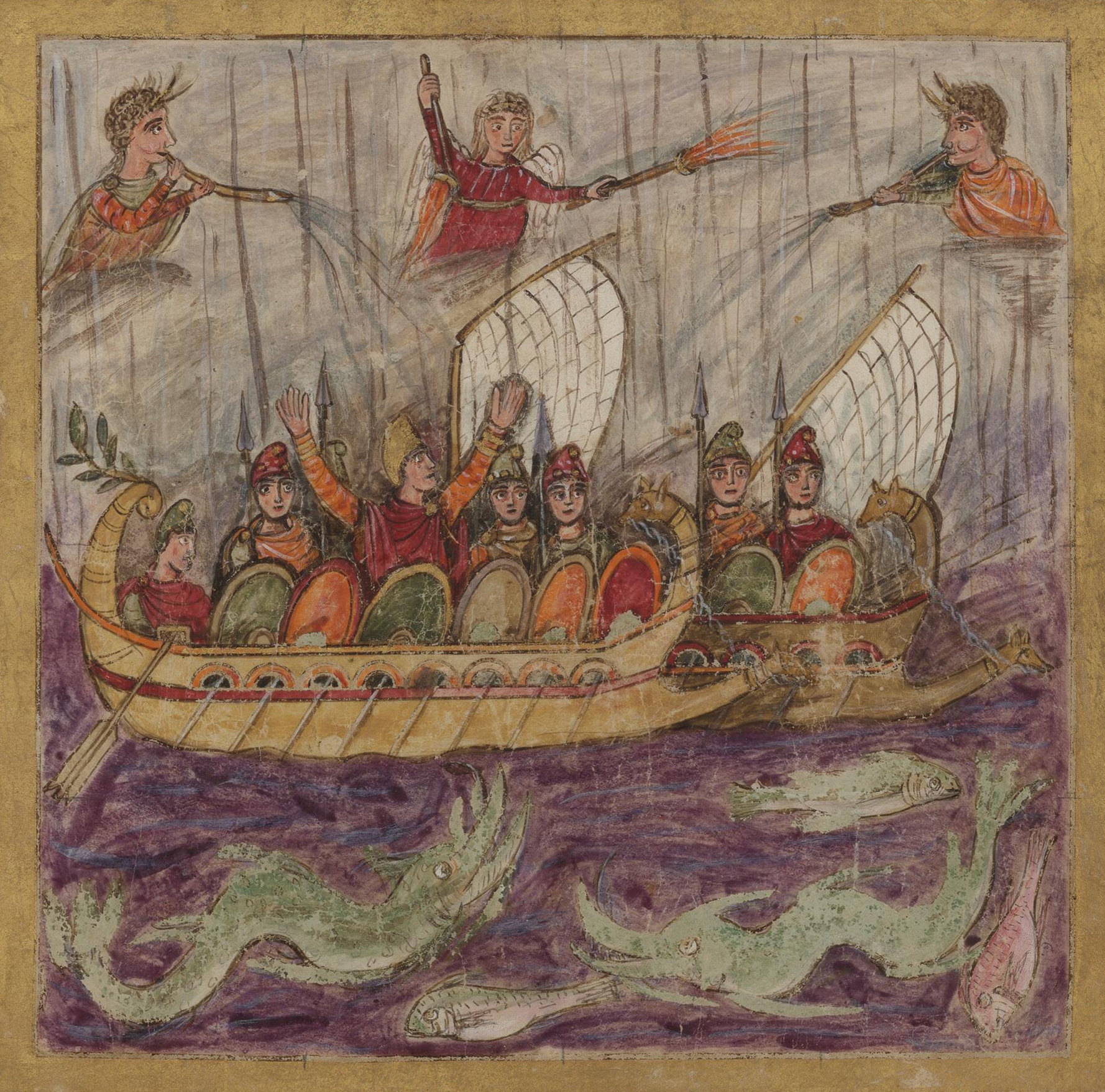
Vergilius Romanus, f77r, Aeneas komt in een storm terecht opgewekt door Aeolus op vraag van Hera

De Vergilius Romanus is een verlucht handschrift van omstreeks het einde van de 5e eeuw. Het boek bevat de Aeneïs, de Georgica en fragmenten uit de Bucolica van Vergilius (Publius Vergilius Maro). 
De Vergilius Romanus, de Vergilius Vaticanus en de Ilias Ambrosiana zijn de enige verluchte handschriften uit de klassieke oudheid die tot op heden bewaard gebleven zijn. Samen vormen ze de grens tussen de laat-antieke en de middeleeuwse manuscripten. Het manuscript bevindt zich in de Vaticaanse Bibliotheek in Vaticaanstad onder het nummer Vat. Lat. 3867. 

## Beschrijving
Het boek werd geschreven in Rome, in het oostelijk bekken van de Middellandse Zee of in de Romeinse provincie Syria. Andere kunsthistorici zijn vrij zeker van Rome omwille van de hoge kwaliteit van het schrift en de gebruikte pigmenten. Wright situeert de productie in de periode van 470 tot 500 op basis van stilistische kenmerken. Sommige Britse kunsthitorici opperen de mogelijkheid dat het zou gemaakt zijn in Engeland.
Het handschrift bevat 309 perkamenten folia van 332 x 323 mm en is geschreven in een zeer mooie en regelmatige capitalis rustica. Het is een van de ca. twintig literaire handschriften in dit lettertype die zijn bewaard gebleven in vergelijking met de meer dan 400 handschriften geschreven in unciaal die zijn teruggevonden.
Van de origineel 42 miniaturen zijn er 19 bewaard gebleven. De miniaturen fungeren als inleiding op elk van de hoofdstukken waarin de tekst is onderverdeeld. De bladspiegel telt 18 lijnen per blad in één kolom en meet ca. 238 x 253 mm. Aanvankelijk moet het handschrift ongeveer 410 folia geteld hebben, er zijn er dus een honderdtal verloren gegaan. De meeste miniaturen zijn volbladminiaturen. Het handschrift heeft vroeger waarschijnlijk zes auteursportretten bevat waarvan er drie zijn overgebleven.

## Stijl
Volgens de kunsthistorici hebben er minstens twee miniaturisten aan het manuscript meegewerkt. Hun stijl week al af van de schilderstijl van de klassieke antieke oudheid: de menselijke figuur werd veel minder realistisch afgebeeld en de ruimtelijke voorstelling is er sterk op achteruit gegaan. Dit wordt  duidelijk als men de miniaturen uit dit boek vergelijkt met die uit de Vergilius Vaticanus, die honderd jaar ouder is. (Zie de afbeeldingen hieronder die men best wat kan vergroten om het verschil duidelijk te zien).

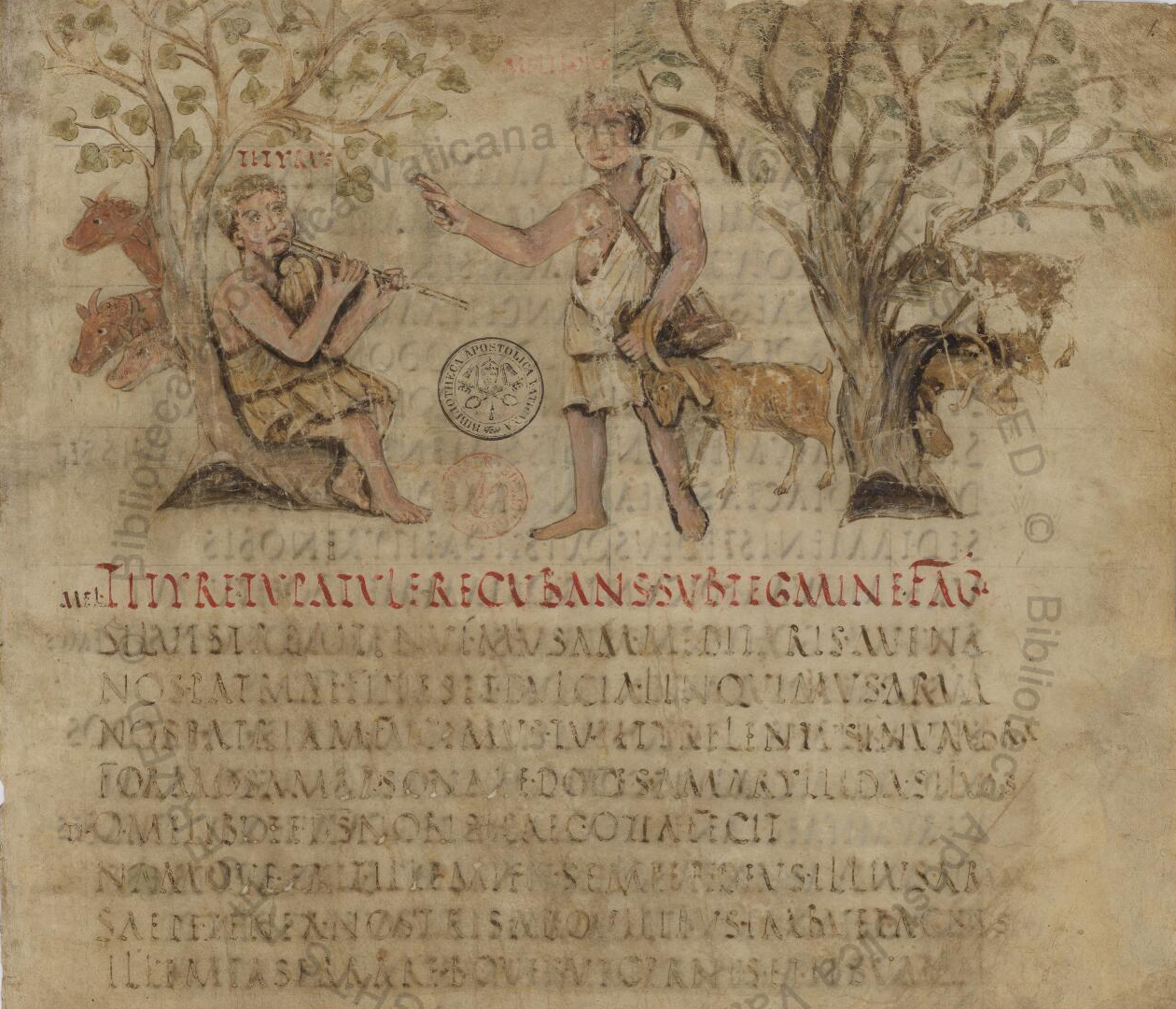
Vergilius Romanus, f1r, herders met geiten en koeien
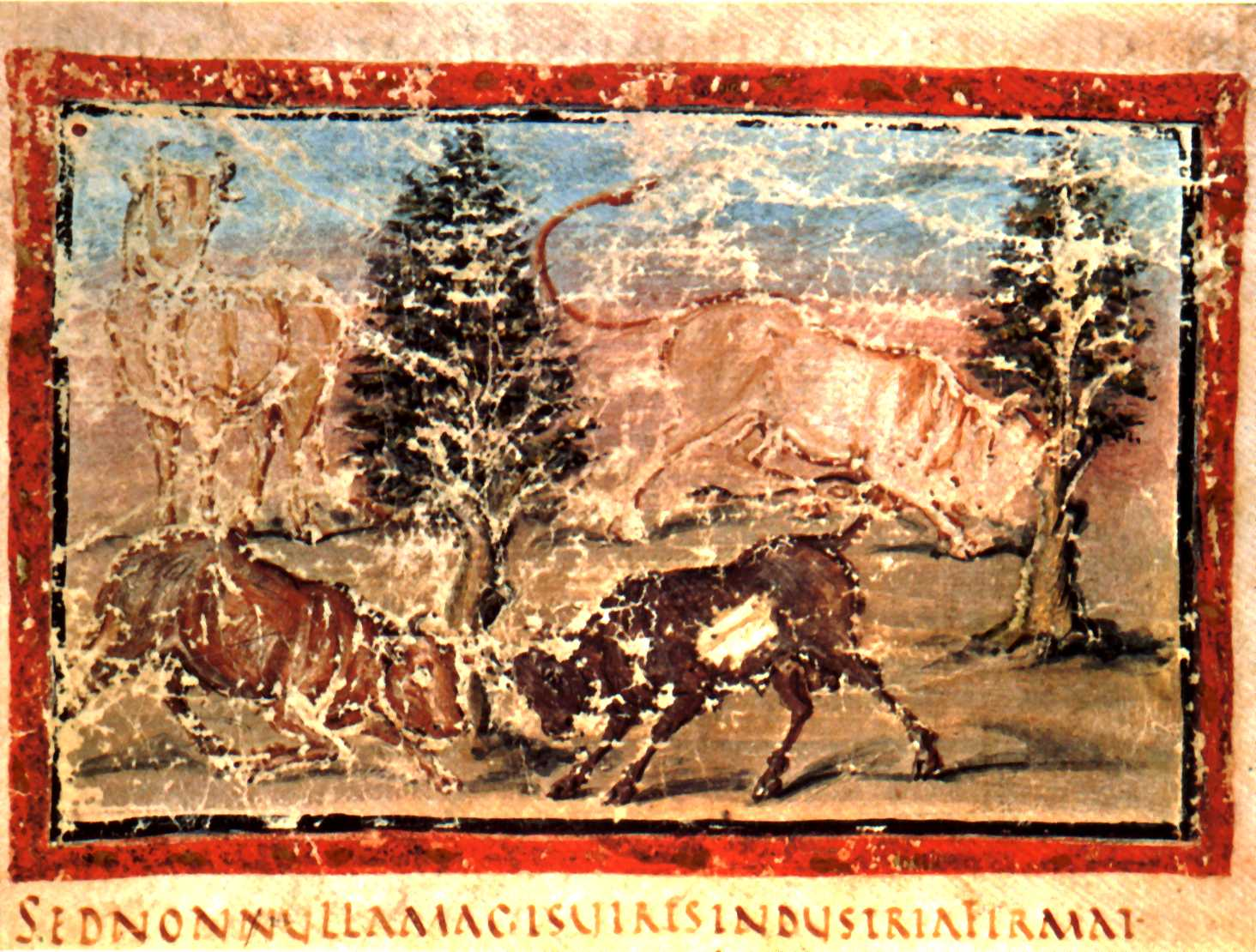
Vergilius Vaticanus, f5v, stieren

De eerste artiest schilderde alleen de miniatuur op f1r als illustratie bij de eerste Bucolica. Het toont de koeherder Tytirus  onder een boom gezeten en spelend op een fluit, terwijl de geitenhoeder Melibeus een geit bij de horens onder een boom leidt. Achter de bomen zien we bij Tytirus koeien en bij Melibeus geiten. Als we de ruimtelijke voorstelling van deze tekening vergelijken met de vechtende stieren uit de Vergilius Vaticanus is het onderscheid duidelijk. In de Romanus is het ruimtelijk gevoel dat de artiest wil creëren volledig zoek.
De miniatuur van de eerste kunstenaar mist ook de omkadering die alle andere miniaturen wel hebben, wat suggereert dat die artiest nog werkte in de oudere papyrus-stijl waar dit altijd het geval was. Karakteristiek voor deze papyrus-stijl is het mengen van tekst en afbeelding op één blad. De afzonderlijke bladen werden dan later tot een rol samengekleefd. Typisch was het ontbreken van randen rond de afbeeldingen en het ontbreken van detail op de achtergrond.
De tweede artiest wijkt nog meer af van de klassieke voorbeelden. De gezichten van de menselijke figuren staan of frontaal of in profiel, waar men bij de eerste miniatuur nog een voorstelling met het gezicht driekwart gedraaid zag. De menselijke vorm is bijna schematisch weergegeven en de drapering van de kleding wordt met enkele lijnen gesuggereerd. Bij de eerste artiest was de drapering van de tunieken nog mooi weergegeven (zie f1r). Ook voor de landschappen wordt geen poging meer gedaan om de ruimtelijke dimensie of het perspectief voor te stellen en er is geen of weinig detail op de achtergrond.
Het iconografische model van de miniaturen lijkt te wijzen op een overgang van de laat-antieke stijl naar de Byzantijnse stijl in zwang op het moment dat het handschrift ontstond. Niettemin wijzen de auteursportretten in het handschrift op het respecteren van de traditie van het plaatsen van een dergelijk portret in de laat-klassieke handschriften. Traditioneel was het wel een medaillon met een portret, waar hier geen portret werd geschilderd maar wel Vergilius aan het werk afgebeeld werd. Het verschil met een klassiek voorbeeld, het mozaïek uit het Hadrumetum in Sousse toont duidelijk het verschil in stijl aan.

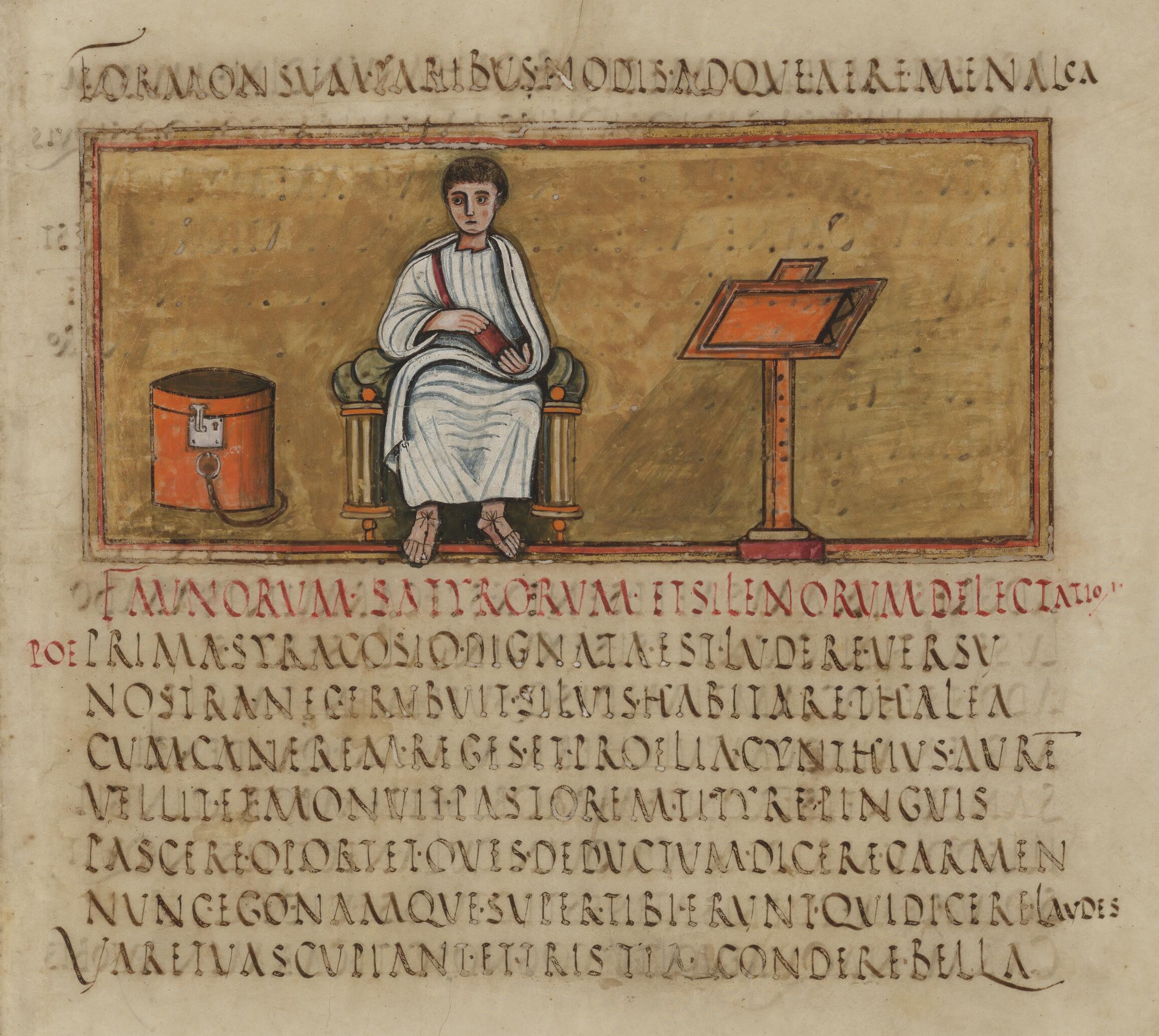
f14r - Bucolica, zesde ecloga: derde auteursportret
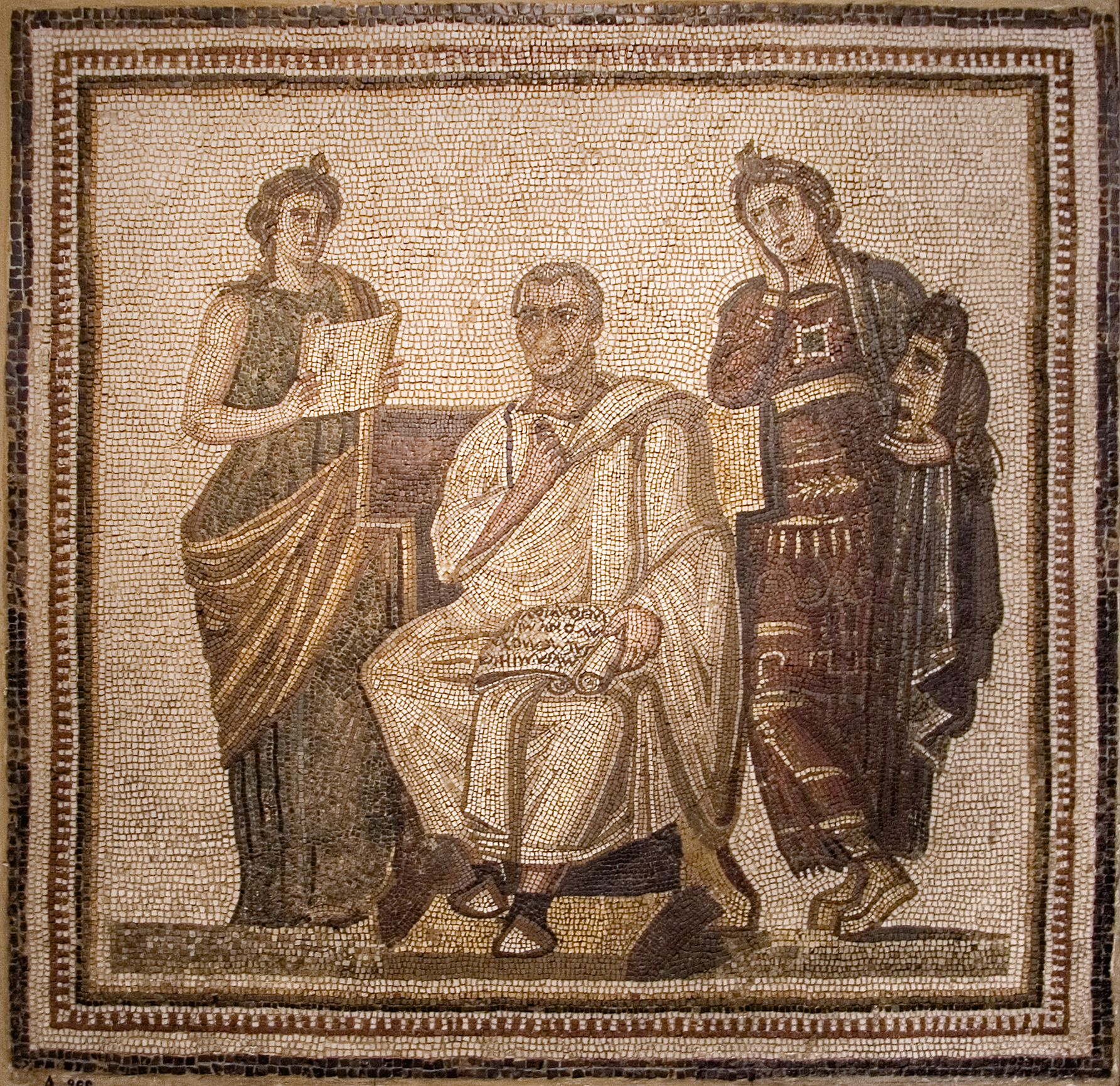
Mosaiek in het Bardo museum in Tunis met Vergilius en de muzen Clio en Melpomene, derde eeuw

## Illustratieschema
De Bucolica die uit tien gedichten bestaat, is anders verlucht dan de twee andere werken die in boeken zijn onderverdeeld. In de Bucolica wordt elk van de tien gedichten of  Eclogae ingeleid met een miniatuur die slechts een gedeelte van het blad inneemt (zes tot elf lijnen). In die miniaturen krijgen we afwisselend herdersscènes en auteurenportretten te zien en wel zo dat de even eclogae (2, 4, 6, 8 en 10), waar de dichter zelf als spreker fungeert, zijn versierd met een auteursportret, de andere met een landelijke scène.
In de Georgica en de Aeneïs wordt elk boek voorafgegaan door de explicit van het voorgaande  boek, de incipit van het volgende en het argumentum. Dan volgen twee tegenover elkaar staande volbladminiaturen waarvan de recto, respectievelijk verso zijde blanco werd gelaten. De miniaturen illustreren het verhaal dat in het boek wordt verteld. Dit illustratieschema was een innovatie ten opzichte van de vroegere papyrus-stijl. Het was honderd jaar eerder ook al in embryonale staat aanwezig in de Vergilius Vaticanus maar werd in dit handschrift verder uitgewerkt. 
Ook het omkaderen van de tekst dat bijna overal (voorbeeld f78r) gebruikt werd, kondigt de technieken van de middeleeuwen aan. Men kan dus stellen dat dit handschrift een voorbeeld is van de overgang van de laatantieke stijl naar de middeleeuwse verluchtingsstijl. 
De teksten werden eveneens aangepast, in de Georgica wordt elk boek voorafgegaan door een gedicht van vier lijnen, dat een korte inhoud geeft het zogenoemde argumentum. In de Aeneïs wordt elk boek voorafgegaan door een monostichon en een gedicht van 10 verzen dat het boek samenvat. Dit is uniek voor deze Vergilus Romanus. In de middeleeuwse Vergilius-handschriften zal dit de standaard worden.

## Geschiedenis
Het handschrift was tot in de 14e eeuw in het bezit van de abdij van St. Denis bij Parijs in Frankrijk zoals blijkt uit een ex libris vooraan in het handschrift die luidt: 'Iste liber est beati Dyoñ'. Kort na 1441 dook het op in Rome en werd later als geschenk aangeboden aan paus Sixtus IV en werd zo een van de eerste volumes in de door Sixtus IV gestichte Vaticaanse bibliotheek. Het boek werd in 1489 vermeld door Angelo Poliziano die aan de hand van het boek de correcte spelling van de naam van Vergilius wou aantonen. Het boek kreeg zijn toevoegsel  Romanus van Pierio Valeriano in 1542 op basis van de gelijkenis van het schrift met Romeinse teksten gebeiteld in steen. Valeriano verkoos trouwens de spelling Virgilius. Hij schreef een werk Castigationes virgilianae lectionis waarin hij uit vergelijking van verschillende teksten de correcte Vergilius probeerde samen te stellen.

## Galerij

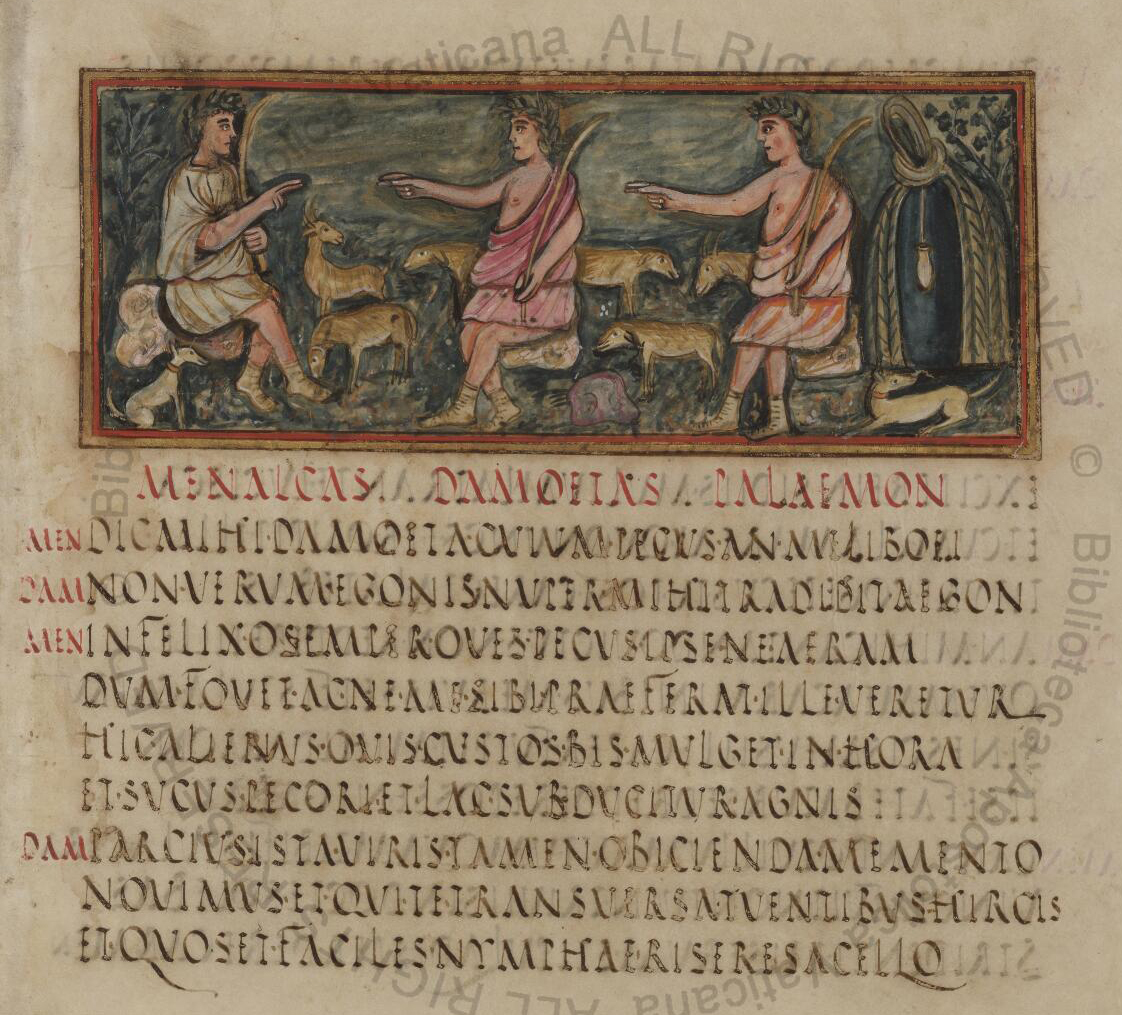
f6r – Bucolica, derde ecloga: dichtwedstrijd tussen de herders Menalcas en Damon met Palemon als jury
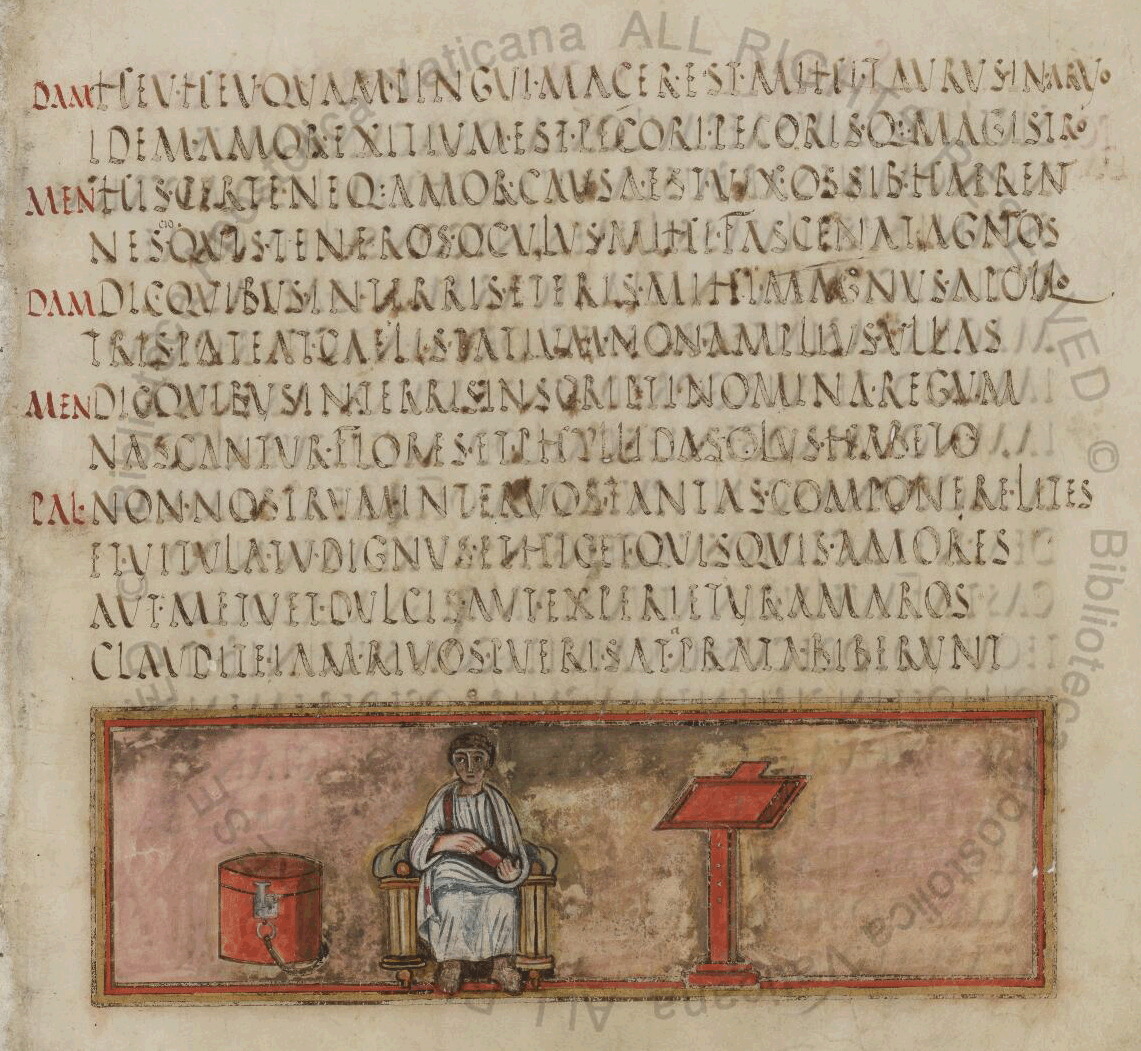
f9r - Bucolica, vierde ecloga: tweede auteursportret bij de vierde ecloga
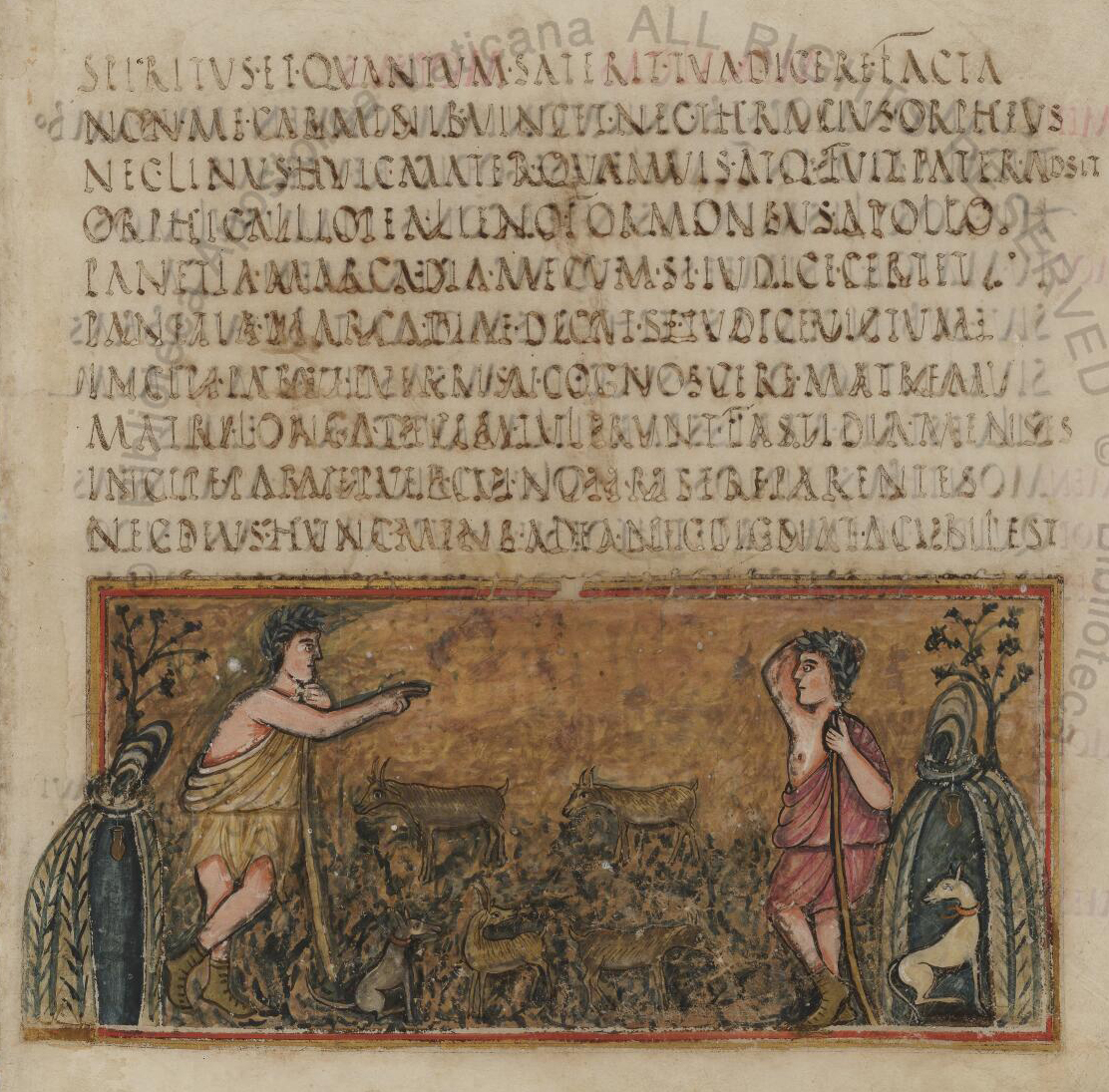
f11r – Bucolica, vijfde ecloga: klaaglied over de dood van Daphnis, in een wedstrijd tussen de herders Menalcas en Mopsus
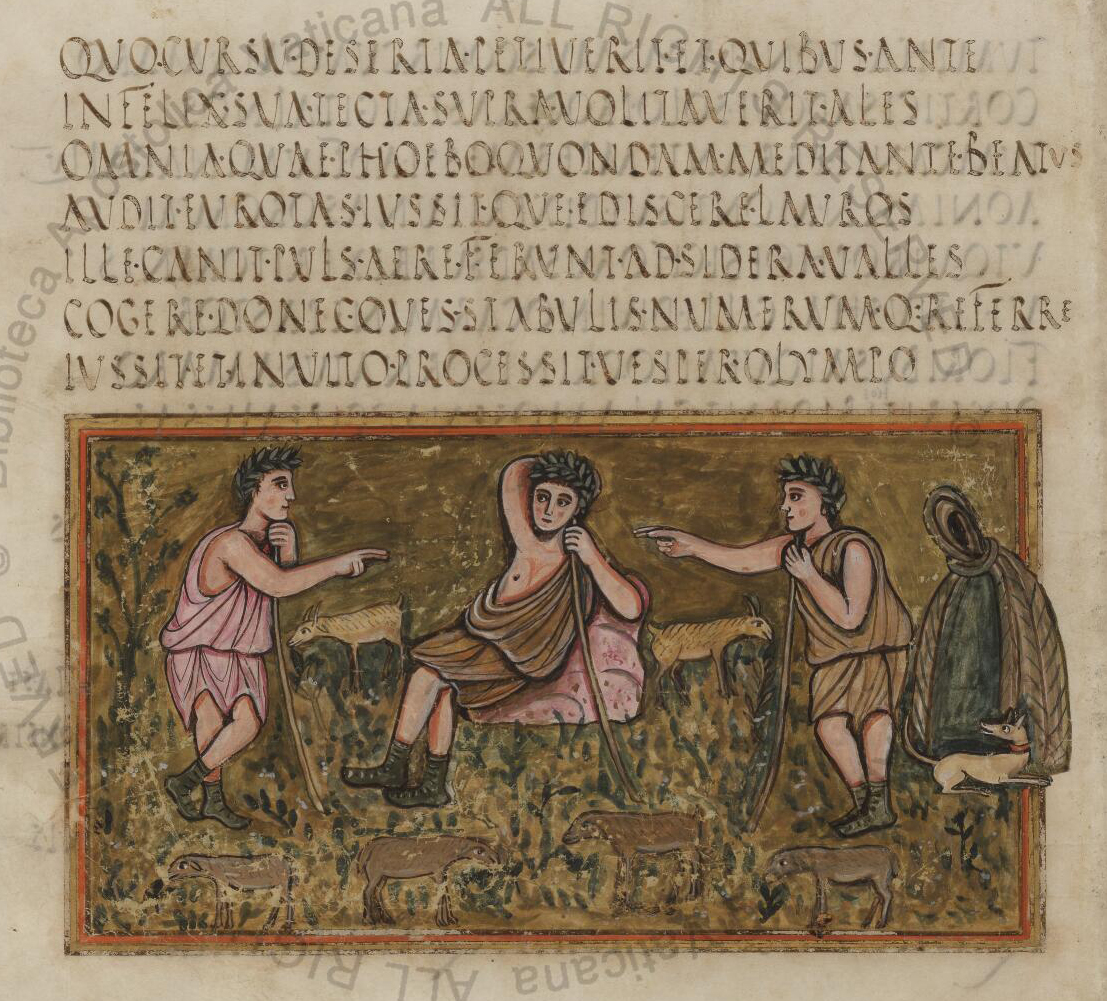
f16r  - Bucolica, zevende ecloga, Melibeus vertelt over de dichtwedstrijd tussen twee herders Thyrsys en Corydon
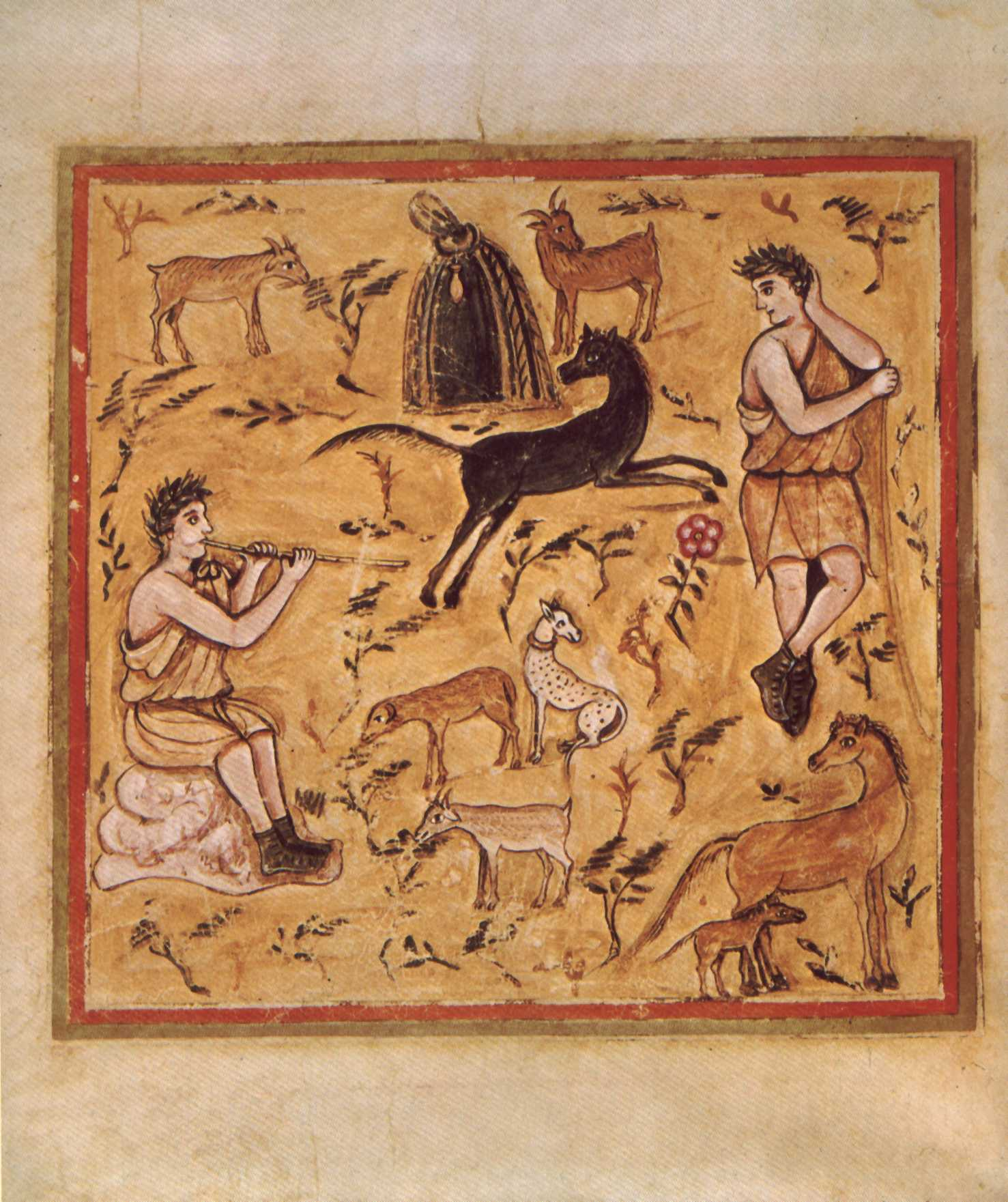
f44v – Georgica boek III, herders met hun kudde
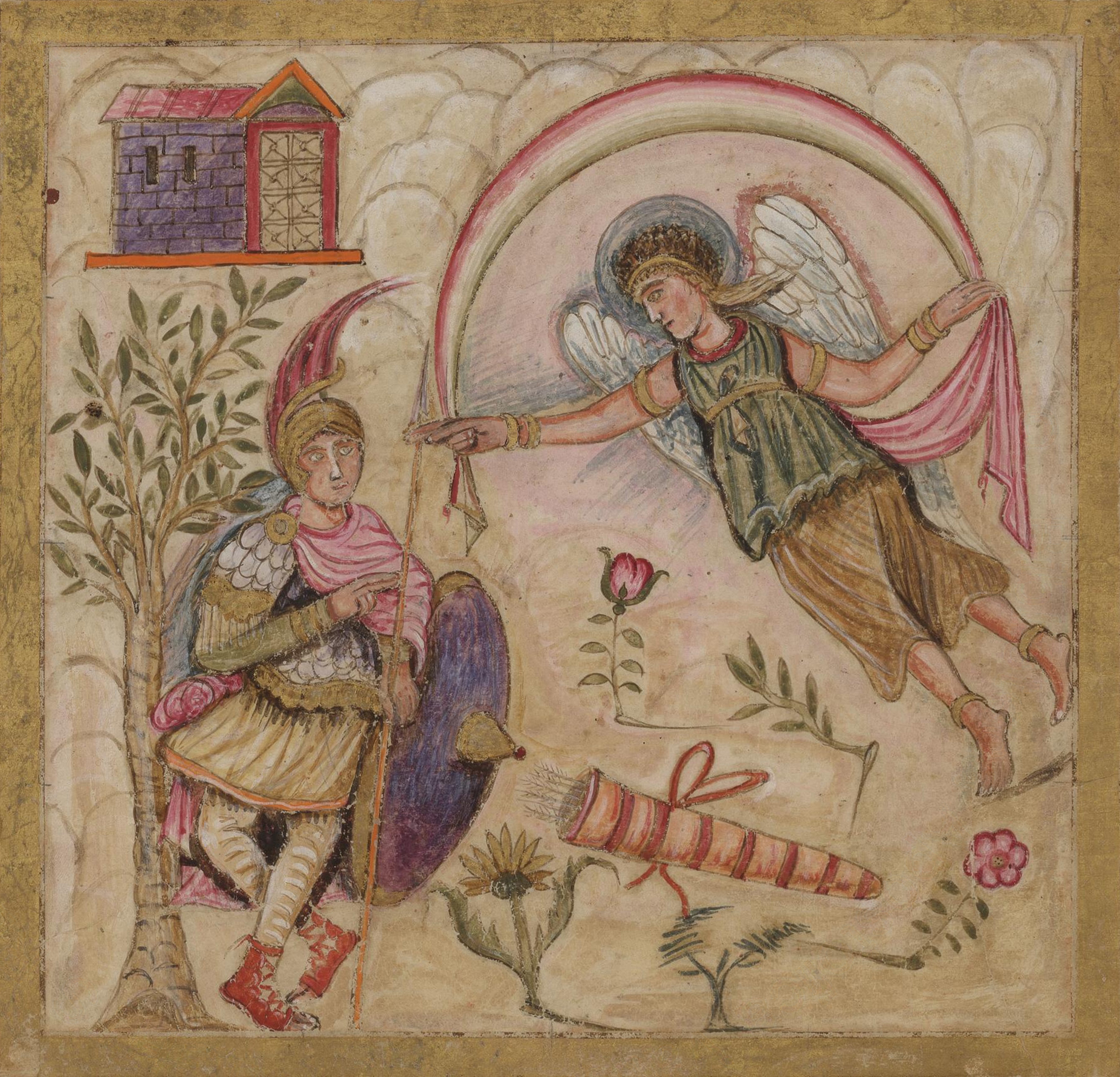
f74v - Venus verschijnt aan Aeneas, haar zoon.
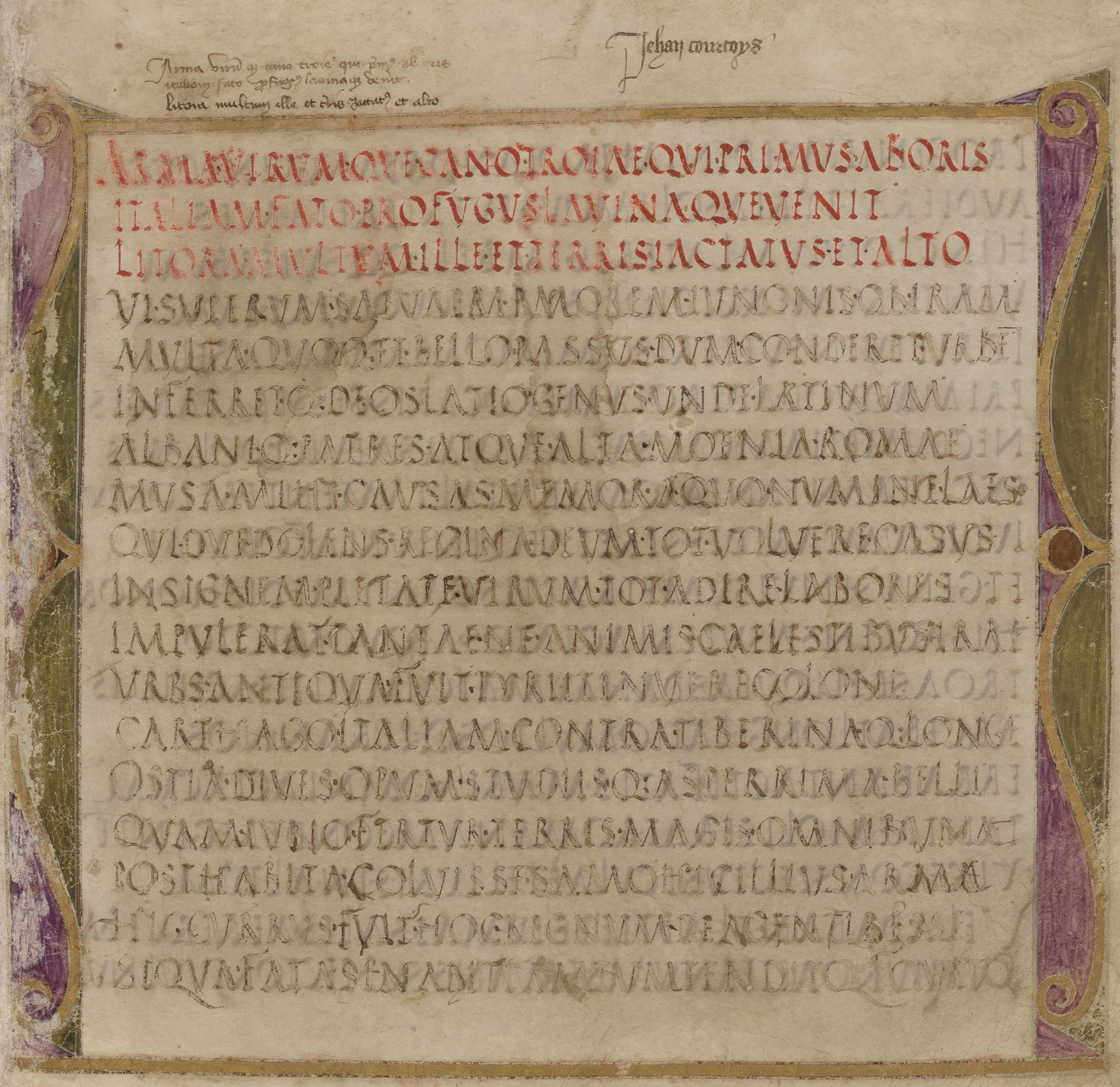
f78r – voorbeeld van een omkaderde tekstbladzijde
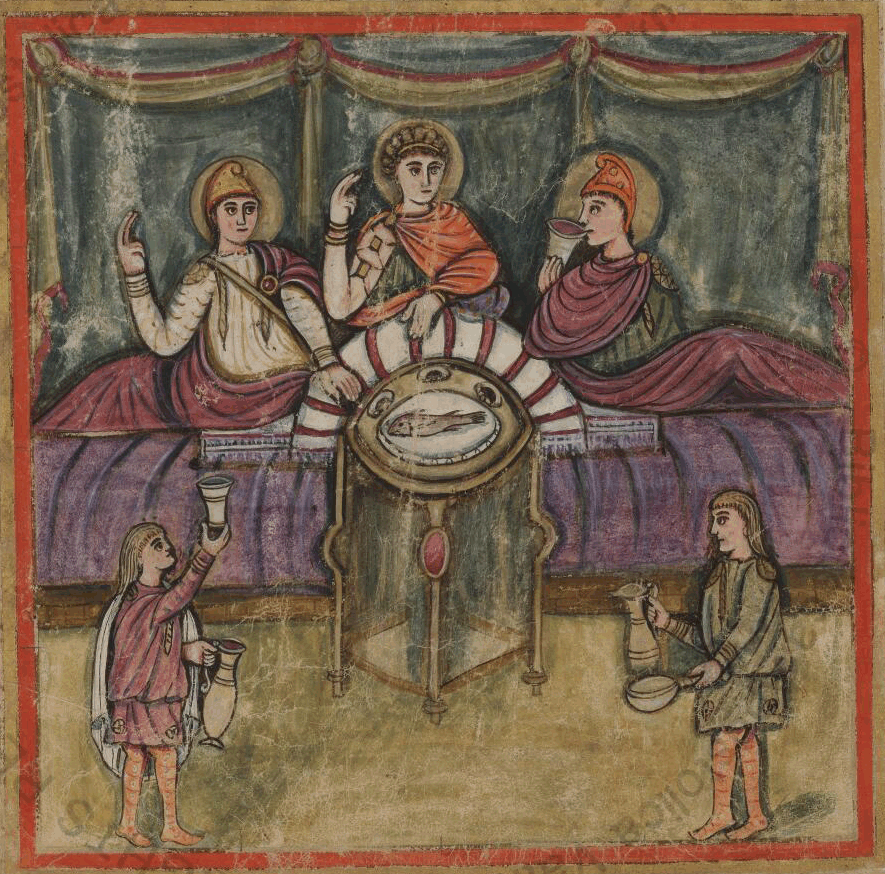
f100v. - Dido en Aeneas bij het banket dat Dido geeft om de Trojanen te verwelkomen
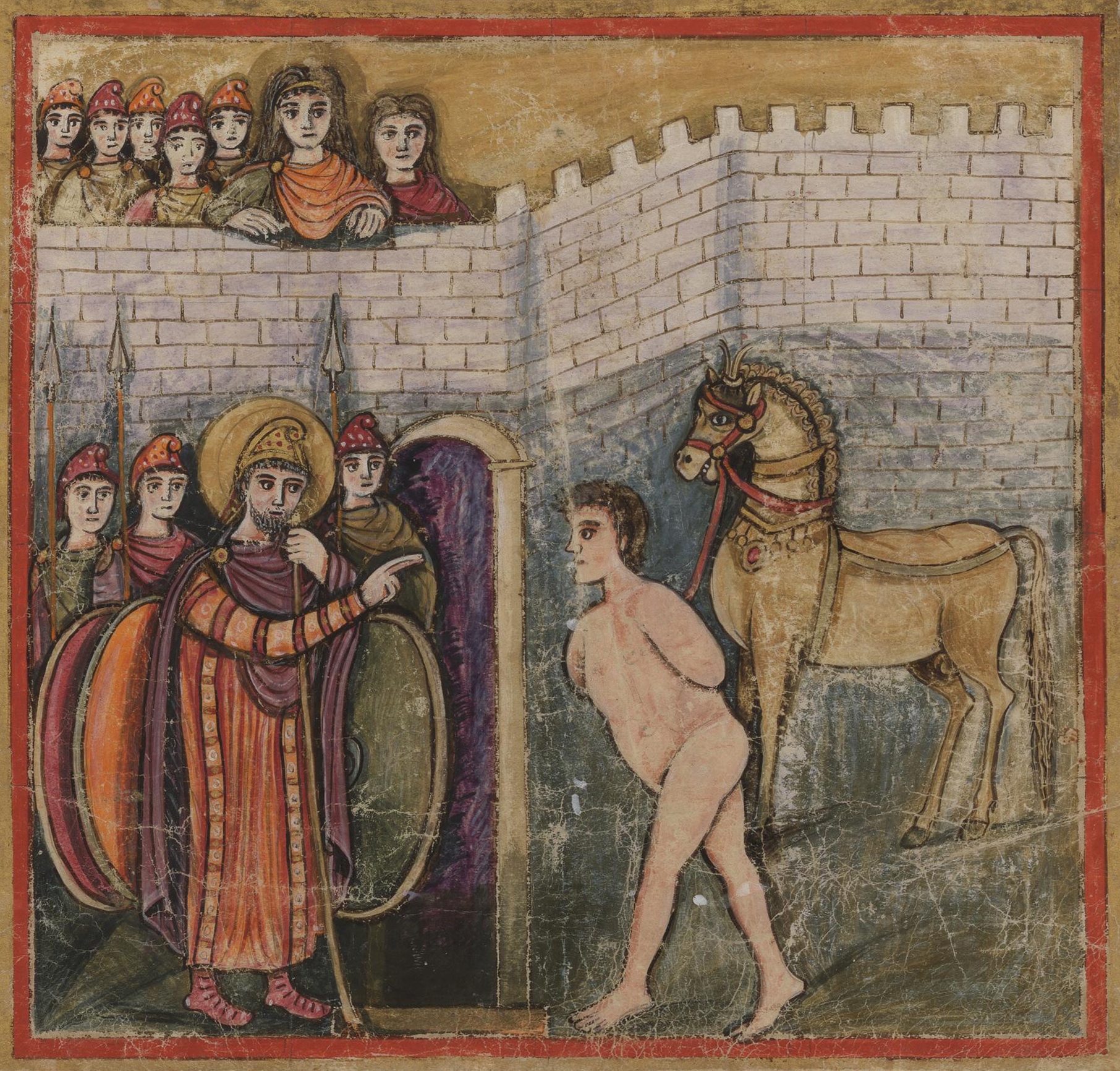
f101r – Paard van Troje door de Grieken achtergelaten en Sinon de Griek die achterbleef om de Trojanen te misleiden (ter illustratie van het verhaal van de ondergang van Troje dat Aeneas vertelt aan Dido).
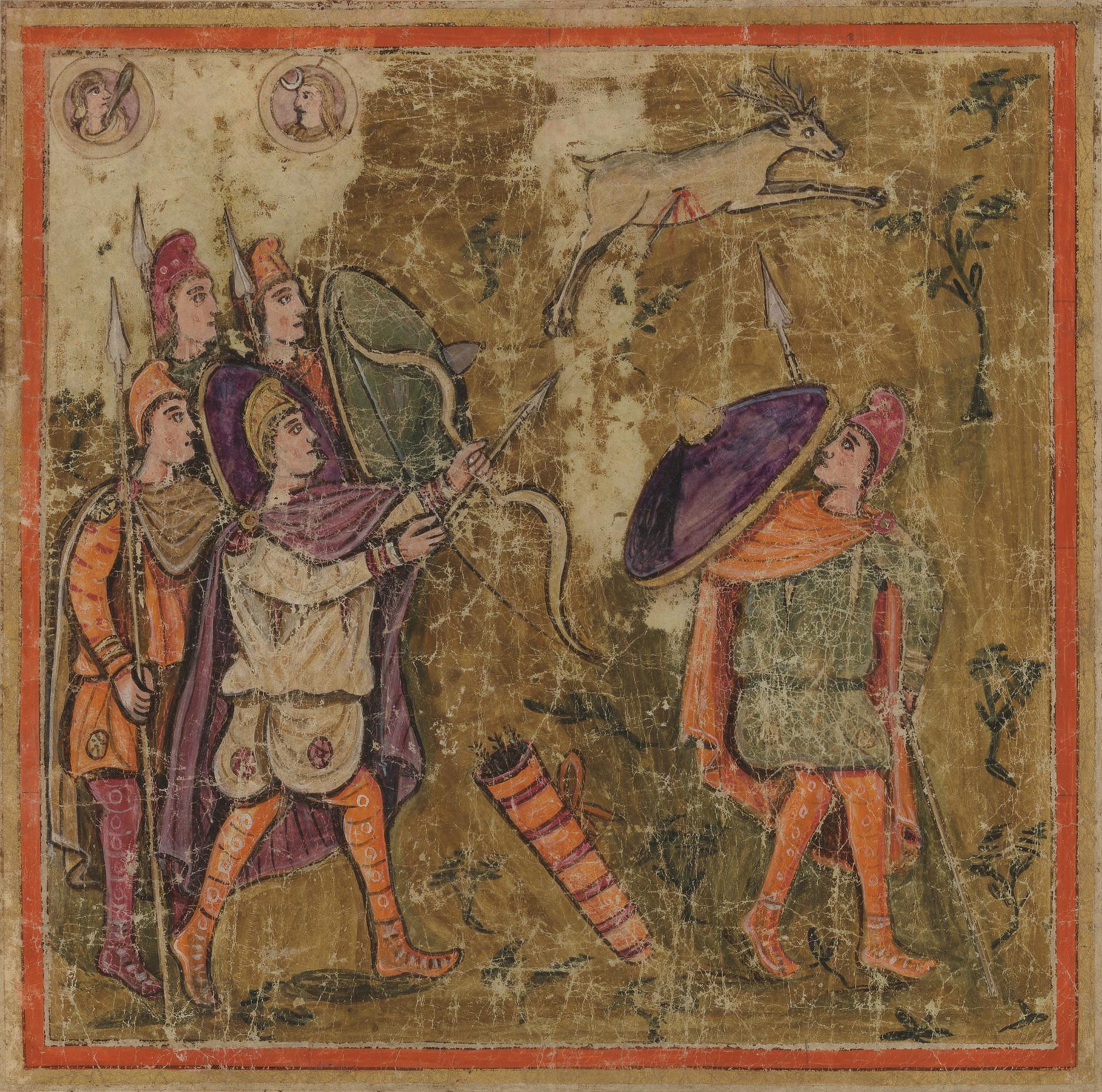
f163r - Ascanius, de zoon van Aeneas, doodt het hert dat als huisdier werd gehouden door koning Latinus van Laurentum wat een oorlog tussen de Trojanen en Latijnen veroorzaakt.
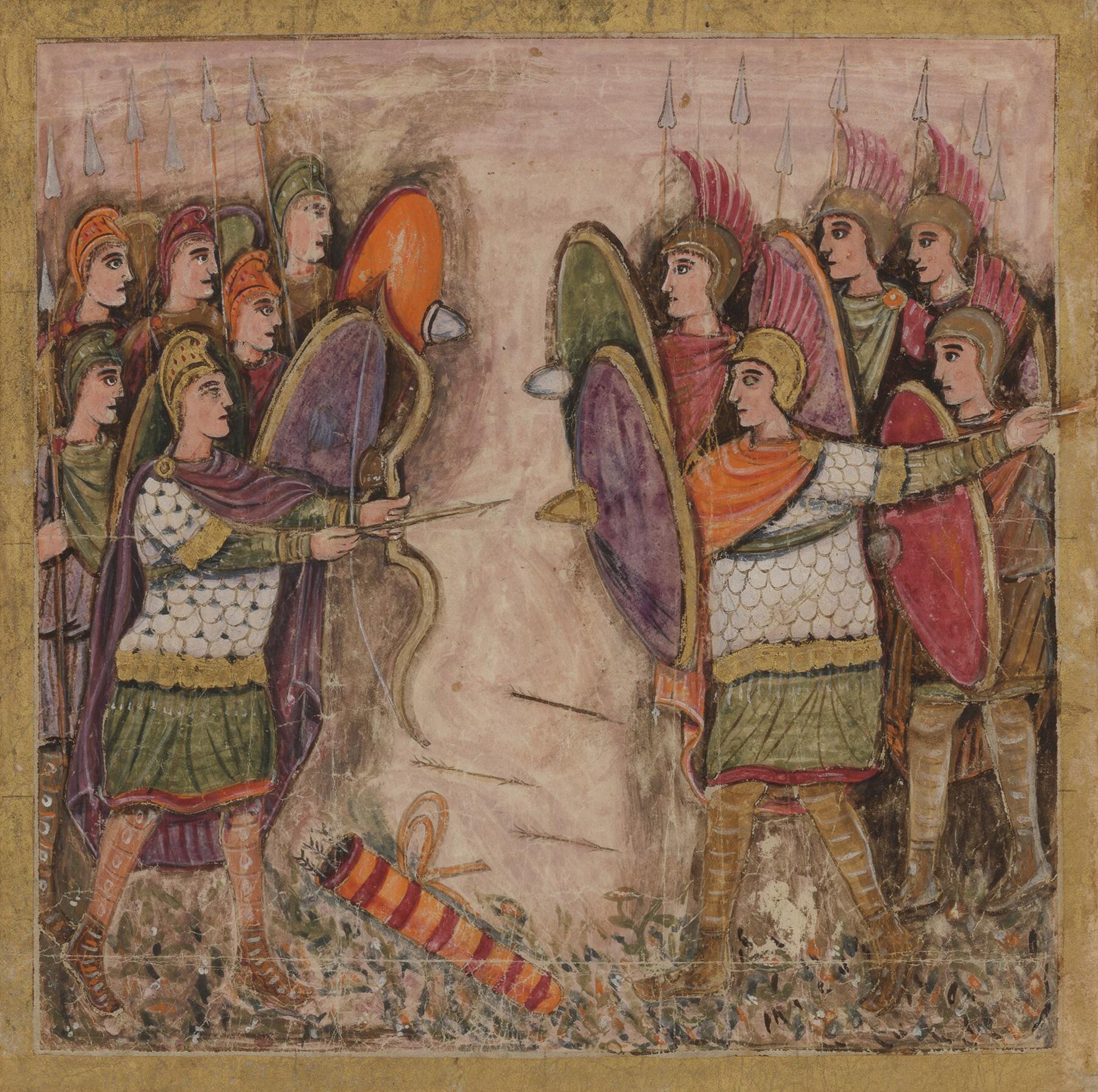
f188v – De strijd tussen de Trojanen en Latijnen
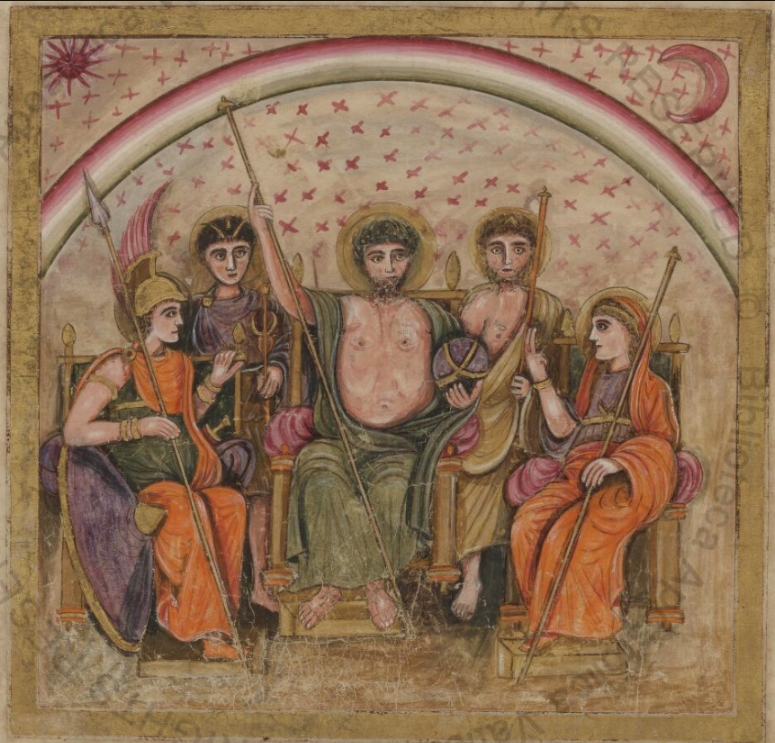
f234v – Pantheon deel 1
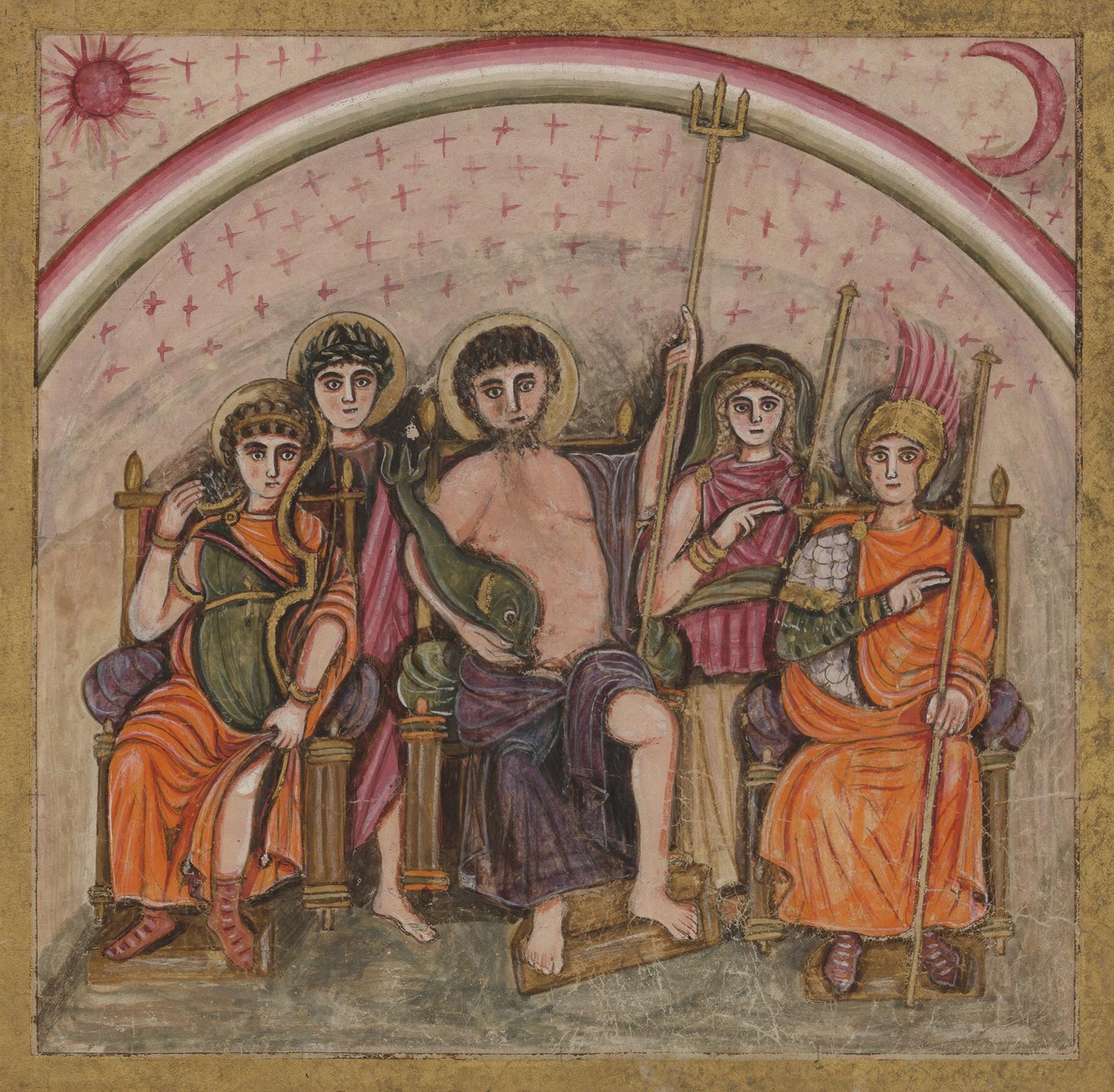
f235v – Pantheon deel 2